# Штифельман, Генрик
Генрик Штифельман (пол. Henryk Stifelman, 15 октября 1870 года, Одесса, Российская империя — 10 июня 1938 года, Варшава, Польша) — польский архитектор и строитель еврейского происхождения.

## Биография
Генрик Штифельман родился 15 октября 1870 года в Одессе в еврейской семье. Обучался в Одессе архитектуре и строительному делу у архитектора Николая Толвинского. В 1897 году Генрик Штифельман переехал в Варшаву, где открыл вместе со Станиславом Вейссом строительное бюро, которое функционировало до смерти Станислава Вейсса до его смерти в 1917 году.
С 1900 года Генрик Штифельман вёл раздел «Архитектура» в польском журнале «Przegląd Techniczny» (Техническое обозрение).
Генрик Штифельман проектировал здания в стиле модернизма. Некоторые здания, спроектированные Генриком Штифельманом, были разрушены во время Второй мировой войны. Генрик Штифельман является автором некоторых надгробий на Варшавском еврейском кладбище. В 1911 году вместе с Янушем Корчаком спроектировал Дом сирот на улице Крохмальной, 98.
Генрик Штифельман умер 10 июня 1938 года и был похоронен на варшавском еврейском кладбище (квартал 8, ряд 35).

## Семья
Сестра — одесский педагог Клара Исааковна Штифельман — была женой архитектора А. Б. Минкуса.

## Избранные сооружения
- Дом на улице Мёдовой, 3 (1904—1905);
- Дом на улице Маршалковской, 81 (1904—1905);
- Дом на улице Маршалковской, 21 (1909—1913);
- Дом на улице Маршалковской, 81 (1910);
- Дом Соломона Переца (1911);
- Дом на улице Багатели, 13 (1911—1912);
- Учебное здание еврейской общины (1911—1914);
- Здание Политехнического института (1913—1914);
- Дом Сукертов (1913—1914);
- Здание еврейской академии (1926).

## Источник
- Henryk Kroszczor: Cmentarz Żydowski w Warszawie. Warszawa: Państwowe Wydawnictwo Naukowe, 1983, s. 23. ISBN 83-01-04304-0.
- Stanisław Łoza, Architekci i budowniczowie w Polsce, Warszawa 1954
- M. Wallis, 1974: Secesja. Wydanie II. Wydawnictwo Arkady, Warszawa.